# 約翰·狄李歐
約翰·狄李歐（英語：John D'Leo，1995年7月8日—）是一名美國男演員。他以參演盧·貝松電影《黑幫追殺令》（2013年）而聞名，其他作品如《永不屈服》（2015年）、《卡洛娜走丢了》（2017年），以及電視劇《交叉點》（2018年）。

## 生平
約翰·狄李歐出生於紐澤西州蒙茅斯縣，他有義大利和愛爾蘭血統。
2013年，他在盧·貝松執導的電影《黑幫追殺令》中飾演勞勃·狄尼洛角色的兒子。狄李歐將狄尼洛及其他演員的相處作為自己角色的靈感；他表示自己最喜歡的狄尼洛電影為《賭國風雲》（1995年）。

## 外部連結
- John D'Leo在互联网电影资料库（IMDb）上的資料（英文）